# Jaulges
Jaulges é uma comuna francesa na região administrativa de Borgonha-Franco-Condado, no departamento de Yonne. Estende-se por uma área de 12,21 km². Em 2010 a comuna tinha 587 habitantes (densidade: 48,1 hab./km²).